# Economische en Monetaire Unie

Lidstaten van de Europese Economische en Monetaire Unie:
Leden van de eurozone (20)
WKM-II-lidstaat met opt-out-clausule (1: Denemarken)
Overige EU-leden (7)

De Europese Economische en Monetaire Unie (ook wel Economische en Monetaire Unie of Europese Monetaire Unie of in afgekorte vorm EMU genoemd) is het project dat is bedoeld om in de Europese Unie een monetaire unie met een geharmoniseerde economische politiek in te richten. Het project van de EMU werd in 1990 met een driefasenplan gelanceerd. De EMU kwam tot stand bij het Verdrag van Maastricht van 1992. In 1999 werd de EMU daadwerkelijk gerealiseerd. Anno 2023 nemen 20 van 27 EU-lidstaten aan de derde en laatste fase van de EMU deel. Zij gebruiken de euro als betaalmiddel en coördineren hun economische en financiële politiek in het raamwerk van de eurogroep. Deze groep van landen, waar de euro gebruikt wordt, staat ook bekend als de eurozone. De overige 7 EU-lidstaten zijn nog niet overgegaan tot de invoering van de euro. Toch nemen zij in zoverre aan de EMU deel, dat zij zich hebben verplicht om zich aan bepaalde fundamentele regels te houden, zoals de onafhankelijkheid van hun nationale centrale banken en de verplichting om op bepaalde terreinen hun economische en monetaire politiek met de leden van de eurogroep te coördineren.
De EU-lidstaten die deelnemen aan de derde fase van de EMU, hebben hun monetaire bevoegdheden overgedragen aan het Europees Stelsel van Centrale Banken (ESCB). Hiervan maken de centrale banken van alle EU-lidstaten deel uit, maar bij cruciale vraagstukken hebben alleen de centrale banken van de lidstaten van de eurozone (dat ook als het eurosysteem bekendstaat) inspraakrecht. Aan de top van het ESCB staat de Europese Centrale Bank (ECB), die voor de lidstaten van de eurozone de verantwoordelijkheid voor een centraal gestuurde geldmarkt- en wisselkoerspolitiek op zich neemt.
Het hoofddoel van de Europese Economische en Monetaire Unie was de vervollediging van de Europese binnenmarkt door een gemeenschappelijke munt met hoge prijsstabiliteit. Het besluit om het driestappenplan in gang te zetten, werd reeds in december 1989, kort na die Wende door de Europese Raad genomen; de belangrijkste bepalingen werden in 1992 in het Verdrag van Maastricht vastgelegd. Het begrip Europese Economische en Monetaire Unie vindt zijn oorsprong in de politieke debatten uit deze tijd en is tot op heden in gebruik. In het Europese primaire recht zelf wordt deze term echter maar zelden gebruikt: in artikel 3, paragraaf 4 van het EU-verdrag wordt de oprichting van een "Economische en Monetaire Unie, waarvan de munt de euro is", als doelstelling van de EU genoemd. In het Verdrag betreffende de werking van de Europese Unie (VwEU-verdrag) spreekt men daarentegen meestal alleen van een "economisch en monetaire politiek" van de EU van het VwEU-verdrag). De EMU-lidstaten worden hier aangeduid als "lidstaten, die de euro als munt voeren" (artikel 136 van het VwEU-verdrag), de overige lidstaten als "lidstaten, waarvoor een uitzonderingssituatie van toepassing is" (artikel 139 van het VwEU-verdrag).

## Lidstaten van de Europese Economische en Monetaire Unie
Formeel zijn alle 27 lidstaten van de EU ook lid van de Europese Economische en Monetaire Unie, hoewel het begrip zich in engere zin vaak beperkt tot de landen die aan de derde fase deelnemen, dat wil zeggen de landen die de euro als munt hebben ingevoerd. Hierbij gaat het om België, (Zuid-)Cyprus, Duitsland, Estland, Finland, Frankrijk, Griekenland, Ierland, Italië, Letland, Litouwen, Luxemburg, Malta, Nederland, Oostenrijk, Portugal, Slowakije, Slovenië, Spanje en Kroatië. Op 1 januari 1999 is de EMU in werking getreden met de (formele) invoering van de euro in elf landen: België, Nederland, Luxemburg, Duitsland, Frankrijk, Italië, Spanje, Portugal, Oostenrijk, Ierland en Finland. Op 1 januari 2001 is ook Griekenland tot de EMU toegetreden, zodat de invoering van euromunten en -biljetten op 1 januari 2002 voor twaalf landen gold. Op 1 januari 2007 is Slovenië toegetreden tot de EMU, op 1 januari 2008 hebben Cyprus en Malta het gebruik van de euro ingevoerd en op 1 januari 2009 volgde Slowakije. Op 1 januari 2011 heeft Estland de euro ingevoerd Per 1 januari 2014 heeft Letland de euro ingevoerd en op 1 januari 2015 volgde Litouwen. Op 1 januari 2023 trad ook Kroatië toe tot de Eurozone.
Acht andere EU-landen hebben de euro tot nu toe niet ingevoerd: Bulgarije, Denemarken, Polen, Roemenië, Tsjechië, Hongarije, het Verenigd Koninkrijk (EU-lid tot 2020) en Zweden. Voor deze landen gelden verschillende soorten van uitzonderingsregelingen: terwijl Denemarken en het Verenigd-Koninkrijk door een zogenaamde opt-out-clausule van meet af aan niet tot deelname aan de Europese Economische en Monetaire Unie verplicht zijn, moeten conform het EU-verdrag en het VwEU-verdrag alle andere landen, zodra zij aan de zogenaamde EU-convergentiecriteria voldoen (zie hieronder), de euro als munt invoeren. Een van deze criteria is het zogenaamde Wisselkoers-II-mechanisme (WKM-II), waarbij de munteenheid van het land gedurende twee jaar binnen een bepaalde bandbreedte aan de wisselkoers van de euro wordt gekoppeld. Sinds 1 januari 2023 nemen alleen Bulgarije en Denemarken aan het WKM-II deel.
De andere landen streven zo snel dat voor hen economisch mogelijk is de invoering van de euro na. De enige uitzondering is Zweden, dat eigenlijk voldoet aan de criteria voor invoering van de euro, maar dat zich doelbewust aan WKM-II onttrekt, dit omdat de bevolking van Zweden zich in een referendum tegen de invoering van de euro heeft uitgesproken. Deze praktijk is eigenlijk in tegenspraak met de geest van het verdrag. Dit gedrag van Zweden wordt door de Europese Commissie voorlopig getolereerd, aangezien Zweden op een moment tot de EU toetrad (1 januari 1995) toen de invoering van de EMU al wel was besloten, maar de derde fase echter nog niet was ingevoerd. Zweden heeft dus tot op zekere hoogte een "informele opt-out".

### EU-convergentiecriteria
Om aan de EMU deel te mogen nemen, moeten de lidstaten aan bepaalde voorwaarden voldoen. Deze voorwaarden beogen een zekere uniformiteit en stabiliteit van de economische en fiscale situatie in de eurozone te bewerkstelligen. Deze zogenaamde EU-convergentiecriteria (die naar het Verdrag van Maastricht ook als criteria van Maastricht worden aangeduid) zijn te vinden in artikel 140 van het VwEU-verdrag.
Concreet gaat het daarbij om de onderstaande vier criteria:
- Prijsstabiliteit: De inflatie mag niet meer dan 1,5 procentpunt hoger liggen dan dat van de drie best presterende lidstaten.
- Stabiliteit van de openbare financiën: de staatsschuld mag niet meer dan 60%, het jaarlijkse begrotingstekort niet meer dan 3% van het bruto binnenlands product bedragen.
- Wisselkoersstabiliteit: de staat moet ten minste twee jaar zonder devaluatie deelgenomen hebben aan het Wisselkoers-II-mechanisme (WKM-II). Daarbij mag de munteenheid van het land zich slechts binnen een bepaalde bandbreedte (meestal 15%) van de eurokoers hebben bewogen; bij grotere variaties moet de centrale bank van het land interveniëren.
- Langetermijnrente: De rente op de langetermijnstaatsobligaties mag niet meer dan 2 procentpunt boven het gemiddelde van de drie best presterende lidstaten (landen met de laagste inflatie) liggen.

De Europese Commissie en de Europese Centrale Bank onderzoeken ten minste om de twee jaar of de lidstaten, die de euro nog niet hebben ingevoerd, voldoen aan de convergentiecriteria. Zodra een land aan alle criteria voldoet, kan dit land een aanvraag indienen om mee te doen aan de derde- en laatste fase van de EMU (lees om de euro in te voeren). Naar aanleiding van deze aanvraag doet de Europese Commissie vervolgens een aanbeveling, waarbij nog extra criteria, zoals marktintegratie, de lopende rekening en de arbeidskosten per eenheid product van het aanvragende land mee worden gewogen, hier zijn echter geen vaste kwantificeerbare grenzen van toepassing. Naar aanleiding van deze aanbeveling van de Europese Commissie komt er vervolgens een uitspraak van de Europese Raad en wordt er een hoorzitting in het Europees Parlement georganiseerd. Het besluit van de Raad Economische en Financiële Zaken is uiteindelijk beslissend. Zij neemt een besluit met een gekwalificeerde meerderheid van stemmen, waarbij evenwel alleen die lidstaten stemrecht hebben, die de euro reeds hebben ingevoerd (artikel 140, paragraaf 2 van het VwEU-verdrag). Tot nu toe werd bij deze beslissingen altijd de aanbeveling van de Europese Commissie overgenomen.

### Afbakening van de eurozone
De uitdrukking eurozone (ook euroruimte, euroland) wordt in engere zin meestal gebruikt als aanduiding voor de twintig landen, die de euro als munteenheid hebben ingevoerd. De uitdrukking is in deze betekenis synoniem met het begrip van de Europese Economische en Monetaire Unie in strikte zin.
Tot op heden wordt het begrip eurozone evenwel ook in bredere zin benut voor alle staten, die de euro gebruiken, zelfs als dit geen EU-leden zijn. Onder deze landen zijn Monaco, San Marino, Vaticaanstad en Andorra, landen die op grond van bilaterale verdragen met de EU het recht hebben de euro als enige munteenheid te gebruiken en in nauwkeurig begrensde omvang ook het recht hebben hun eigen euromunten te laten slaan. Daarnaast zijn er ook bijna twintig andere staten of delen van staten, die de euro eenzijdig als munt hebben ingevoerd of die de koers van hun munt aan de euro als reservemunt hebben gekoppeld.

## Verdragsrechtelijke beginselen en doelstellingen
De beginselen van het economisch- en monetair beleid van de EU zijn vastgelegd in artikel 119 tot artikel 144 van het VwEU-verdrag, waarbij men onder economische beleid hier in essentie operationeel beleid verstaat. Daarnaast zijn er nog talrijke andere beleidsterreinen, waarop de Europese Unie zich beweegt, zoals het Europese werkgelegenheidsbeleid, het Europese sociale beleid of de Europese binnenmarkt, die alle drie economisch politiek eveneens sterke implicaties hebben. Deze begrippen vallen normaliter echter niet onder het economisch-beleidsbegrip van de EMU, dit aangezien hun verdragsrechtelijke grondslagen al ouder zijn. In tegenstelling tot de EMU heeft de EU wat betreft deze zaken niet alleen een coördinerende functie, maar kan zij zelfs wetstellend optreden. De invloed van de Europese Commissie en het Europees Parlement is daarom op deze gebieden groter dan in het raamwerk van de EMU.
Op economisch gebied is de open coördinatiemethode het dominante principe van de EMU: binnen het vooraf afgesproken raamwerk kunnen de nationale staten hun economische beleid grotendeels zelf bepalen, ze zijn evenwel gehouden hun economische politiek in de Raad van de Europese Unie met elkaar af te stemmen. De supranationale instituties, zoals de Europese Commissie en het Europees Parlement hebben hier slechts geringe bevoegdheden. De Europese Commissie is voornamelijk adviserend bezig en ondersteunt de coördinatie door het opstellen van rapporten, die de lidstaten als leidraad kunnen dienen bij het nemen van besluiten.
In de monetaire sfeer is de verdeling van bevoegdheden anders: hier hebben in het bijzonder de eurolanden talrijke soevereine rechten aan de Europese Centrale Bank overgedragen, die hier als autonoom en onafhankelijk lichaam beslissingen kan nemen. In de landen, die de euro niet ingevoerd hebben, ligt de bevoegdheid bij de nationale centrale banken, die bij het nemen van hun beslissingen onafhankelijk moeten zijn van alle andere overheidsinstellingen. Alle nationale centrale banken van de EU coördineren hun activiteiten in het Europese Stelsel van Centrale Banken.
Doelstellingen van het Europese economische en monetaire beleid van de EU zijn volgens artikel 3 van het EU-verdrag en artikel 119 van het VwEU-verdrag de nauwe coördinatie van het economisch beleid van haar lidstaten en de Europese binnenmarkt. Het economisch beleid is gebaseerd op het principe van een "open markteconomie met vrije mededinging" (hierin moet overigens geen tegenstelling worden gezien met een sociale markteconomie, die volgens artikel 3 van het EU-verdrag eveneens tot de doelstellingen van de EU telt). In het monetaire beleid van de EU is prijsstabiliteit de voornaamste doelstelling. In zoverre dat met inachtneming van de prijsstabiliteitsdoelstelling mogelijk is, moet het monetaire beleid binnen zijn mogelijkheden het algemene economische beleid ondersteunen (artikel 119 van het VwEU-verdrag).
Als "richtinggevende beginselen" worden "stabiele prijzen, gezonde overheidsfinanciën, monetaire randvoorwaarden alsook een duurzaam financierbare betalingsbalans" genoemd. Deze vier beginselen komen in essentie overeen met de EU-convergentiecriteria.

## Economisch politieke regelingen

### Multilateraal toezicht
De coördinatie van het economisch beleid gebeurt in wezen door het zogenaamde "multilateraal toezicht" (artikel 121 van het VwEU-verdrag). Daarbij werkt de Raad van de Europese Unie (ministerraad) op voorstel van de Europese Commissie en na consultatie met de Europese Raad aanbevelingen uit, waarin de Raad van de Europese Unie de hoofdlijnen van het economisch beleid van de EU in zijn geheel en de lidstaten afzonderlijk vastlegt. De raad van de Europese Unie baseert zich hierbij op lange termijn economische strategieën, tot voor kort was dat voor de periode 2000-2010, de Lissabon-strategie en nu is dat voor de periode 2010-2020 het EU 2020-strategieprogramma.

### Stabiliteits- en groeipact
Een iets strengere procedure dan voor het algemene economische beleid geldt voor het toezicht van de nationale staatsschuld. Hier werd in het kader van het zogenaamde stabiliteits- en groeipact het convergentiecriterium, dat de staatsschuld niet meer dan 60% en het jaarlijkse begrotingstekort niet meer dan 3% van het bruto binnenlands product mag uitmaken, permanent vastgelegd (artikel 126 van het VwEU-verdrag). De Europese Commissie onderzoekt daarom jaarlijks alle EU-lidstaten, met inbegrip van degenen die de euro (nog) niet als munteenheid hebben ingevoerd. Wanneer een lidstaat zich niet aan de criteria heeft gehouden of wanneer de Europese Commissie van mening is, dat daar gevaar voor bestaat, dan stelt zij een rapport op.
Op basis van dit rapport besluit de Raad van de Europese Unie met een gekwalificeerde meerderheid, hoe verder moet worden opgetreden. Wanneer het om land gaat, dat de euro als munteenheid heeft ingevoerd, zijn alleen de lidstaten van de eurogroep stemgerechtigd, bij de andere landen is dit de gehele raad van de Europese Unie. De raad kan daarbij een reeks van maatregelen treffen, die escalerend kunnen reiken van economisch politieke aanbevelingen tot verschillende dwangmiddelen, in het bijzonder boetes. Volgens (artikel 139 van het VwEU-verdrag) kunnen deze dwangmiddelen echter alleen op lidstaten worden toegepast, die de euro als munteenheid hebben ingevoerd. De andere landen zijn weliswaar ook verplicht om het Stabiliteitspact na te leven, maar de Raad kan tegenover hen enkel en alleen aanbevelingen uitspreken.

### Intergouvernementele solidariteit en de no-bailout-clausule
Wederzijdse economische hulp tussen de lidstaten onder elkaar of van de EU aan de lidstaten is in het kader van de EMU slechts binnen een strikt kader voorzien. (Andere gebieden, zoals de Regionale politiek, staan daarentegen financiële transfers tussen de verschillende delen van de EU uitdrukkelijk toe). Volgens artikel 122 van het VwEU-verdrag kan de Raad van Ministers echter in noodsituaties, in het bijzonder in geval van tekorten aan middelen, maatregelen nemen. Bij natuurrampen en andere "buitengewone gebeurtenissen, die zich aan de controle van een lidstaat onttrekken" kan een lidstaat na een besluit van de Raad van Ministers ook financiële bijstand uit de EU-begroting krijgen.

### Verbod op kredieten door de centrale banken
Een essentiële voorwaarde voor de invoering van de EMU was de onafhankelijkheid van alle nationale centrale banken. Daarmee moest voorkomen worden dat de regeringen van de lidstaten haar economische beleid zouden financieren door het drukken van geld en daarmee een inflatoire spiraal in gang zouden zetten, zoals dat in verschillende Europese landen vóór de oprichting van de EMU niet ongebruikelijk was. Artikel 123 en artikel 124 van het VwEU-verdrag verbieden elke vorm van kredietfaciliteit door de Europese Centrale Bank of de nationale centrale banken aan de lidstaten. Ook elke bevoorrechte toegang van openbare-rechterlijke instellingen tot kredietfaciliteiten bij de banken en directe verwerving van staatsobligaties door de centrale banken zijn verboden.
Tijdens de Europese staatsschuldencrisis van 2010 begon de Europese Centrale Bank deze regeling echter zo uit te leggen, dat een indirecte verwerving van staatsleningen, dus de aankoop van staatsleningen van private tussenhandelaren, niet meer uitgesloten was. Critici keken hier van op en zagen een breuk met de geest van dit rechtsvoorschrift, aangezien de economische gevolgen van een directe of indirecte verwerving van staatsleningen door de centrale bank nauwelijks vallen te onderscheiden. De ECB benadrukte echter zelf, dat zij haar besluit zelfstandig had getroffen en dat zij dus ook niet in haar onafhankelijk bedreigd was. Dit werd echter niet onvoorwaardelijk geloofd.

### Bijzondere instituties
Ter vergemakkelijking van de economisch- en financieel-politieke coördinatie tussen de EU-lidstaten in het algemeen en de eurolanden in het bijzonder, bestaan er enkele bijzondere instituties.

#### Economische en financiële commissie
De economische en financiële commissie is een raadgevend orgaan, dat bestaat uit steeds twee vertegenwoordigers van elke EU-lidstaat, de Europese Commissie en de Europese Centrale Bank (artikel 134 van het VwEU-verdrag). De economische en financiële commissie houdt de economische en financiële toestand in de EU en haar lidstaten in de gaten en stelt daarover voor de Europese Commissie rapporten op. De economische en financiële commissie werkt ook samen met het Comité van Permanente Vertegenwoordigers, een organisatie die over bepaalde activiteiten van de Raad Economische en Financiële Zaken raadszittingen organiseert.

#### Eurogroep

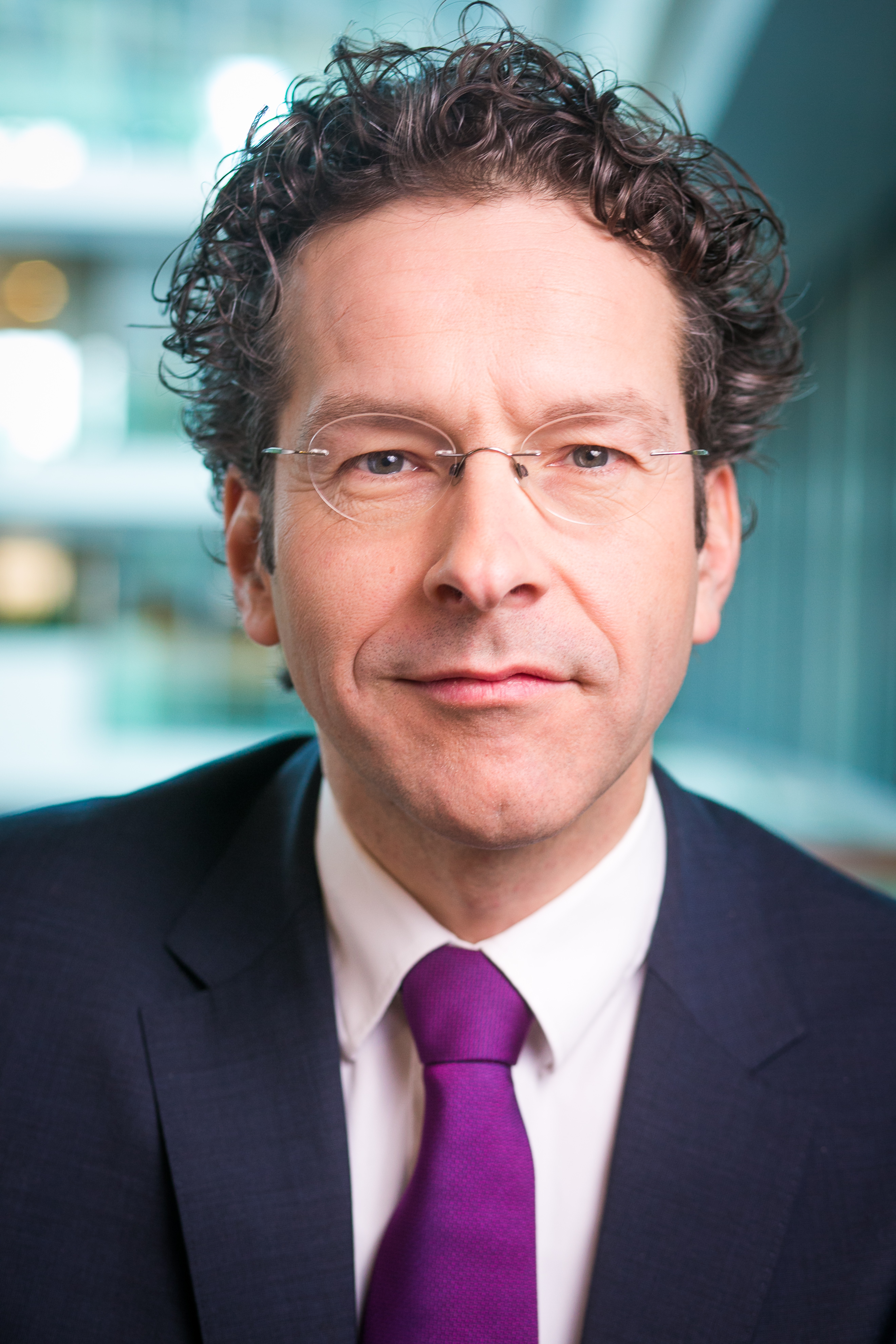
Jeroen Dijsselbloem (2013)

Bij tal van besluiten van de Raad Economische en Financiële Zaken, die alleen betrekking hebben op de eurozone, zijn alleen die staten stemgerechtigd, die de euro hebben ingevoerd. Daarom treffen de ministers van Economische Zaken en Financiën zich steeds aan de vooravond van vergaderingen van de Raad voor informele bijeenkomsten. Deze zogenaamde eurogroep is in artikel 137 van het VwEU-verdrag alsook in protocol nr. 14, dat bij het VwEU-verdrag is gevoegd, geregeld. Ook de Europese commissaris voor Economische en Monetaire Zaken en een vertegenwoordiger van de Europese Centrale Bank nemen aan deze informele beraadslaging deel. Met haar informele karakter geldt de eurogroep als het belangrijkste coördinatieforum in de EMU.
De eurogroep benoemt steeds voor twee en een half jaar een voorzitter. Vanaf 2004 was dit de Luxemburgse premier Jean-Claude Juncker, die tot 2009 ook minister van Financiën van zijn land was. Hij werd begin 2010 voor het laatst in dit ambt herkozen. Sinds 21 januari 2013 is de Nederlander Jeroen Dijsselbloem voorzitter van de Eurogroep.
Naar aanleiding van de financiële crisis van 2007 werd op 12 oktober 2008 voor de eerste keer een topconferentie van de eurolanden op het niveau van staatshoofden en regeringsleiders georganiseerd.

## Geschiedenis

### Voorlopers van de EMU

#### Monetaristen en economen
De eerste voorstellen voor een Europese Monetaire Unie vonden reeds zeer vroeg in de geschiedenis van Europese integratie plaats. Zo kwamen zowel de Belgische politicus Paul van Zeeland als de Franse minister van Buitenlandse Zaken Georges Bidault reeds in de jaren 1940 met initiatieven, die evenwel vooralsnog zonder effect bleven. De eerste concrete plannen ontstonden kort na de ondertekening van het Verdrag voor de Europese Economische Gemeenschap (EEG), waarmee in 1957 tot de stapsgewijze totstandkoming van een Europese gemeenschappelijke markt werd besloten.
In 1962 kwam de EEG Commissie van Walter Hallstein met de eerste voorstellen tot de oprichting van een monetaire unie. In 1964 werd het "Comité van Presidenten van Centrale Banken van de lidstaten van de Europese Economische Gemeenschap" (Gouverneurscomité) opgericht. In dat comité konden de geld- en monetaire politiek van de EEG-lidstaten op elkaar afgestemd worden. Er bestond op dit moment echter maar weinig politieke belangstelling voor een monetaire unie, ook al omdat in deze jaren nog het internationale Bretton Woods-systeem van kracht was. Het Bretton Woods-systeem schreef vaste wisselkoersen tussen alle belangrijke valuta voor. Ook waren de lidstaten niet bereid hun soevereiniteit op monetaire beleid op te geven. De plannen van de Commissie werden daarom niet verder opgevolgd.

#### Plan-Werner en de monetaire slang

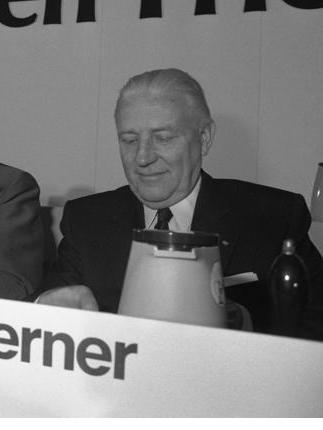
Pierre Werner (1983)

Halverwege de jaren zestig raakte het systeem van Bretton Woods in toenemende mate onder druk. In februari 1969 stelde Raymond Barre, de Europese commissaris voor Economische en Financiële Zaken, daarom opnieuw de geleidelijke invoering van een monetaire unie voor. Op de Top van Den Haag in 1969 belastten de staatshoofden en regeringsleiders van de EEG-lidstaten uiteindelijk een commissie onder leiding van de premier van Luxemburg, Pierre Werner met de uitwerking van een plan voor economische en monetaire unie. Dit Plan-Werner probeerde door een drietrapsmodel in het bijzonder de contrasten tussen monetaristen en economen te overbruggen. In de laatste fase zou het monetair beleid door een gemeenschappelijk Centrale Bank bepaald worden. Het economisch beleid zou onder een gremium vallen dat onder het Europees Parlement ressorteerde. De exacte timing van de drie fasen werd echter niet vastgelegd.
Op 22 maart 1971, slechts enkele maanden voor de instorting van het systeem van Bretton Woods, nam de EEG-ministerraad het principebesluit om het plan-Werner tot 1980 ten uitvoer te brengen. Op 21 maart 1972 werd daartoe het Europese wisselkoersmechanisme opgericht. Hierin werden wisselkoersschommelingen tussen de EEG-valuta's binnen een bandbreedte van ten hoogste ±2,25% toegestaan. Tegenover andere valuta's, in het bijzonder de dollar, mochten de verbonden valuta's zich vrij bewegen, zij trokken elkaar daarbij wederzijds mee. Men sprak daarom van een monetaire slang.
Met de in te stellen economisch en monetaire unie wilde men de volgende economische doelstellingen verwezenlijken:
- economische groei
- volledige werkgelegenheid
- economische stabiliteit
- bevorderen van de internationale en monetaire samenwerking.

De algemene economische omstandigheden van de jaren zeventig bleken echter te moeilijk om het plan-Werner volledig uit te kunnen voeren. Reeds in april 1973 besloten de lidstaten niet met de voorbereidingen voor de eigenlijk geplande tweede fase van het plan-Werner te beginnen. Vanaf het einde van 1973 verslechterde de economische situatie door de eerste oliecrisis nog verder. Tot het einde van 1978 moesten meerdere landen het Europese wisselkoersmechanisme noodgedwongen verlaten, zodat dit mechanisme nog nauwelijks enig effect sorteerde.

#### Europees Monetair Stelsel
In de zomer van 1977 stelde de nieuw benoemde voorzitter van de Europese Commissie, Roy Jenkins, daarom een nieuwe start voor monetaire beleidscoördinatie voor. Zijn initiatief werd overgenomen door Helmut Schmidt en Valéry Giscard d'Estaing. Op hun aanbeveling besloot de Europese Raad in december 1978 tot de ontwikkeling van een nieuw Europees Monetair Stelsel (EMS). In het middelpunt van dit wisselkoersmechanisme (WKM) stond de nieuwe Europese kunstvaluta, de Europese rekeneenheid (ook ECU genoemd). Deze was samengesteld uit een "mandje", waarin de munteenheden van de deelnemende landen als een percentage van hun economische kracht vertegenwoordigd werden. De Nederlandse gulden maakte steeds zo rond de 10% van de waarde van de Europese rekeneenheid uit. Voor de individuele nationale valuta werden pariteitskoersen met de ECU bepaald, waaromheen zij nog slechts tot een maximum van ±2,25% mochten afwijken.
Het EMS moest volgens de toenmalige plannen in een onherroepelijk monetair systeem met de Europese rekeneenheid (ECU) als gemeenschappelijke munt overgaan. De in 1979 uitbrekende tweede oliecrisis en meningsverschillen over het loop van de laatste fase gooiden echter roet in het eten en verhinderden de invoering van een dergelijk systeem. Ook namen niet alle EG-landen aan de EMS deel: Met name het Verenigd Koninkrijk werd pas in 1989 lid en trad noodgedwongen in 1992 alweer uit. Ook Italië werd in 1992 tijdelijk gedwongen het EMS te verlaten. Het land trad echter in 1996 opnieuw toe. Ook Griekenland, Spanje, Portugal en Zweden, die respectievelijk in de jaren tachtig en in 1995 (Zweden) lid werden van de Europese Gemeenschap, deden om verschillende redenen niet mee aan het EMS.
Ondanks deze moeilijkheden droeg het EMS bij tot de bereidheid van de lidstaten om tot economische beleidscoördinatie en -convergentie te komen, zo werd vanaf het midden van de jaren tachtig, in bijna alle lidstaten, de inflatie door een op stabiliteit gerichte monetaire beleid teruggedrongen. De Europese Akte (EA) uit 1986 onderstreepte nog eens het belang van een versterkte economische en monetaire samenwerking voor de verwezenlijking van de Europese binnenmarkt.

### Het Plan-Delors

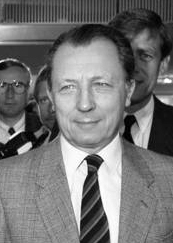
Jacques Delors (1988)

De voortzetting van de monetaire integratie was aan het einde van de jaren tachtig omstreden. Terwijl de voorzitter van de Europese Commissie, Jacques Delors, het doel van een economische en monetaire unie nieuw leven in wilde blazen, waren de voorzitters van de nationale centrale banken, met name Karl Otto Pöhl, de voorzitter van de Deutsche Bundesbank, sceptisch. Zij vreesden niet alleen economische onzekerheden, maar ook het verlies aan speelruimte voor de centrale banken. In 1988 slaagde Delors er echter in om de Europese Raad over te halen een werkgroep in te stellen, waarin de presidenten van de nationale centrale banken, voorgezeten door Jacques Delors zelf, plannen voor een monetaire unie moesten uitwerken.
In deze werkgroep lukte het Delors de bedenkingen van de centrale bankpresidenten te overwinnen. In april 1989 werd het zogenaamde Plan-Delors gepubliceerd. Dit plan stelden een realisatie van een economische en monetaire unie in drie fasen voor. Het plan-Delors werd met name door Frankrijk gesteund. Frankrijk zag in het plan-Delors de mogelijkheid om haar verloren gegane economische invloed te herwinnen: In de voorgaande jaren hadden alle Europese staten zich wat betreft hun monetaire beleid moeten oriënteren op de stabiliteitspolitiek van de Deutsche Bundesbank, aangezien Duitsland de grootste en krachtigste economie binnen de Europese Gemeenschap vormde. Door de EMU zou deze afhankelijkheid van een enkele lidstaat moeten worden overgedragen naar een gemeenschappelijke institutie, wat als voordeel zou hebben dat alle landen in een soortgelijke politieke situatie zouden komen te verkeren.
Vooral de Bondsrepubliek was echter sceptisch. Men vreesde dat de invoering van een gemeenschappelijke munt tot een verlies aan prijsstabiliteit zou leiden Ook het Verenigd Koninkrijk was niet enthousiast. Dit land wees het verlies van monetaire soevereiniteit op principiële gronden af. Beide landen zagen een eigen munt ook als een belangrijk symbool van hun nationale identiteit
Met de eerste, zogenaamd nog weinig betekende fase van de EMU werd uiteindelijk op 1 juli 1990 begonnen. Voor de uitvoering van de verdere fasen, ontbrak het in eerste instantie aan een Europees-rechterlijk fundament. Een hervorming van de EG-verdragen was hiervoor noodzakelijk. De bereidheid voor deze verdragsherziening kwam echter met de Duitse hereniging van 1990. Aangezien in het kader van de Twee-Plus-Vier-verdragen Frankrijk en het Verenigd Koninkrijk hun toestemming voor de hereniging moesten geven, zag de Franse president François Mitterrand een geschikte gelegenheid om de Duitse Bondsregering onder Helmut Kohl tot ondersteuning van de EMU over te halen (voor wat, hoort wat). Helmut Kohl ging hier op in, maar stelde echter verschillende voorwaarden aan de institutionele vormgeving van de EMU. De nieuwe Economische en Monetaire Unie moest op een soortgelijke wijze stabiliteitsgeoriënteerd zijn, zoals de Duitse Bundesbank dat ook was.

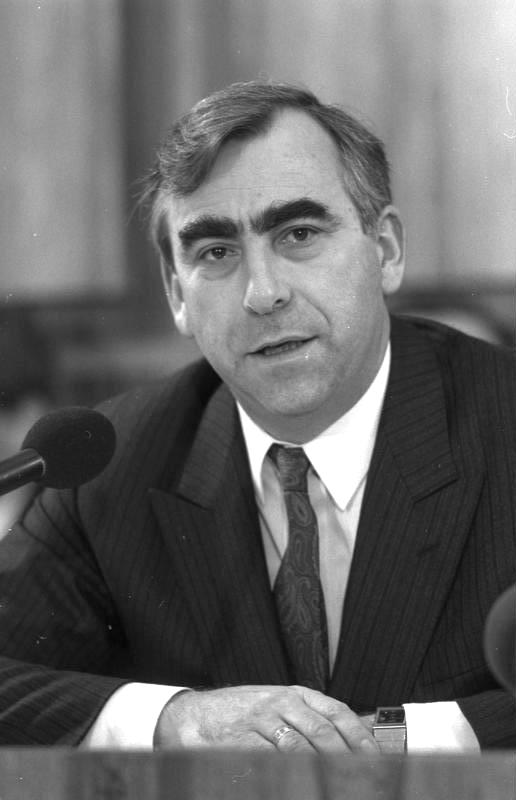
Theo Waigel (1987)

De verdragsrechtelijke basis voor de voltooiing van de EMU werd in februari 1992 met het Verdrag van Maastricht gelegd, dat reeds in 1993 van kracht werd. Het verdrag van Maastricht behelsde een verder tijdsplan alsook de benodigde wettelijke bepalingen voor de uitvoering van het rapport van Delors, bij benadering de EU-convergentiecriteria en de bepalingen met betrekking tot de oprichting van een Europese Centrale Bank. De overgang naar de tweede fase van de Economische en Monetaire Unie werd bepaald voor 1994, de overgang naar de derde fase voor een tijdstip tussen 1996 en ten laatste 1 januari 1999.
Concreet slaagde de Duitse leider van de onderhandelingsdelegatie, Theo Waigel, er in zijn sterk restrictieve stabiliteitseisen aan de toekomstige deelnemende staten door te zetten. De Britse regering van John Major slaagde er niet in om de monetaire unie te voorkomen. Zij slaagde er wel in voor het Verenigd Koninkrijk een opt-out-regel te bereiken. In oktober 1992 trad het Verenigd Koninkrijk naar aanleiding van de dramatische gebeurtenissen van de grote pondcrisis van half september 1992 uit het Europees Monetair Stelsel. Dit had als gevolg dat het wat betreft het monetaire beleid tot een tweedeling binnen de Europese Unie kwam.
Een speciaal geval was Denemarken. De Deense regering had in eerste instantie ingestemd met de bepalingen in het Verdrag van Maastricht. Nadat de ratificatie van het Verdrag van Maastricht echter in een referendum was afgestemd, niet in de laatste plaats vanwege de bedenkingen van de Deense bevolking tegenover de economische en monetaire unie, keurde de Europese Raad op de top van Edinburgh in december 1992 bepaalde uitzonderingsprotocollen goed, waardoor ook Denemarken de facto de mogelijkheid van een opt-out voor een monetaire unie verkreeg.

#### De eerste fase van de EMU
De eerste fase naar de verwezenlijking van de Europese Economische en Monetaire Unie werd op 1 juli 1990 in gang gezet door een besluit van de Europese Raad. Het belangrijkste doel van deze eerste fase was om het nationale economische en monetaire beleid van de lidstaten meer op het tegengaan van geldontwaarding en financiële discipline van de overheidssector te richten. Met het oog op een geleidelijke convergentie van het beleid werd het multilaterale toezicht als een nieuw coördinatie-instrument geïntroduceerd. Er werd afgesproken dat de Raad Economische en Financiële Zaken tweemaal per jaar de rapporten zou bespreken, die de Europese Commissie voor economische ontwikkeling en economisch beleid samen met de lidstaten opstelde. De individuele lidstaten bleven echter vrij in hun beslissingen; de eerste fase voorzag nog niet in verplichtingen en dwangmiddelen.
Een verder bestanddeel van de eerste fase was de reorganisatie van de monetair-politieke samenwerking. Hiervoor kreeg het gouverneurscomité, waarin de presidenten van de nationale centrale banken verzameld waren, nieuwe verantwoordelijkheden. Het comité kreeg het recht om openlijk stelling te nemen in zaken, die de monetair-politieke toestand in de gemeenschap betroffen. Ook werd begonnen met de voorbereiding voor de oprichting van een Europees Monetair Instituut.

#### De tweede fase van de EMU
De tweede fase van de Europese Economische en Monetaire Unie begon volgens het in het Verdrag van Maastricht afgesproken tijdsplan op 1 januari 1994. De belangrijkste vernieuwing was de oprichting van het Europees Monetair Instituut (EMI), dat de plaats innam van het gouverneurscomité van de centrale banken.
De belangrijkste taken van het EMI waren ten eerste een versterking van de samenwerking tussen de centrale banken alsook de coördinatie van het nationale geldpolitiek van deze centrale banken, ten tweede het creëren van de wettelijke, organisatorische en institutionele voorwaarden voor de overgang naar de derde fase. Hiervoor stelde het EMI in het bijzonder een rapport op over het toekomstige betrekkingen met betrekking tot geldpolitiek en wisselkoersen tussen het toekomstige eurogebied en de overige EU-landen. Op basis van dit rapport werd in juni 1997 het nieuwe Wisselkoers Mechanisme II (WKM II) voorgesteld, dat vanaf de start van de derde fase van de EMU het Europees Monetair Stelsel zou moeten vervangen.
Bovendien vertrouwde men het EMI het ontwerp voor de bankbiljetten van de nieuwe gemeenschappelijke munt toe. Dezen zouden conform een besluit van de Europese Raad van eind 1995, niet meer ECU, maar Euro moeten worden genoemd. Met name de Duitse bondsregering zag deze naam als 'vertrouwenwekkender'. De eerste ontwerpen werden in december 1996 voorgelegd aan de Commissie en later ook aan het publiek gepresenteerd.

#### De derde fase van de EMU
Met de invoering van de euro als gemeenschappelijke munt begon op 1 januari 1999 de derde en laatste fase van de EMU. De Europese Raad stelde op basis van een rapport van de Commissie vast welke lidstaten aan de EU-convergentiecriteria voldeden en daarom de euro als hun munteenheid mochten invoeren. Het ging daarbij om alle lidstaten behalve het Verenigd Koninkrijk, Denemarken en Zweden, die alle drie om diverse redenen geen prijs op de invoering van de euro stelden, alsook om Griekenland, dat in 1999 nog niet aan de convergentiecriteria kon voldoen. De Europese Centrale Bank (ECB), die op 1 januari 1999 de plaats innam van het Europees Monetair Instituut, was reeds een half jaar eerder op 1 juni 1998 opgericht.
Met de start van de derde fase werden de wisselkoersen tussen de munteenheden van de door de Europese Raad uitgekozen elf lidstaten eens en voor altijd onherroepelijk vastgelegd. Voor de uitvoering van de monetaire politiek in deze landen was vanaf dat moment het Europees Stelsel van Centrale Banken en in het bijzonder de ECB verantwoordelijk. Tegelijkertijd trad ook het Wisselkoersmechanisme II in werking.
De uitgifte van euromunten en -biljetten volgde drie jaar na de start van de derde fase van de EMU in de loop van januari en februari van het jaar 2002.

### Nederlandse kritiek
Op 13 februari 1997 waarschuwden 70 Nederlandse economen in de Volkskrant dat de invoering van de Economische en Monetaire Unie zonder een gemeenschappelijk economisch beleid zal leiden tot werkloosheid en sociale spanningen in Europese landen. Volgens onder meer Alfred Kleinknecht bewijzen de financiële problemen van Griekenland anno 2009 dat de euro zorgt voor structurele onevenwichtigheden in de handelsbalans tussen Noord- en Zuid-Europa. Ook de oud-directeur van De Nederlandsche Bank, André Szász, leverde indertijd kritiek.

## Kritiek op en verdere ontwikkeling van de EMU
Ook na de oprichting van de monetaire unie zette het debat zich voort of de EMU meer voor- of nadelen met zich meebracht en in welke richting zij zich in voorkomende gevallen verder ontwikkelen zou. Gelet de positieve economische ontwikkeling en de stijgende koers ten opzichte van andere valuta overheerste daarbij aanvankelijk een optimistische inschatting. Ook nog tijdens de financiële crisis van 2007 werd het EMU nog meestal als een voordeel voor de deelnemende landen gezien; zo was zij in 2009 een belangrijke reden voor de IJslandse lidmaatschapaanvraag van de EU en ook in landen zoals Denemarken steeg de belangstelling voor het lidmaatschap van de EMU weer. Met de Griekse financiële crisis, die zich snel uitbreidde tot de Europese staatsschuldencrisis van 2010, verscherpte het debat over het functioneren van de EMU en haar algemene voor- en nadelen zich echter opnieuw.

### De theorie van de optimale valutagebieden
Een fundamenteel argument in het debat over de EMU is de theorie van de optimale valutagebieden van Robert Mundell In deze theorie worden de voor- en nadelen van monetaire unies tegen elkaar afgewogen en een kosten-batenanalyse gemaakt. Hiermee kan bepaald worden of een monetaire unie is aan te bevelen.
Voordelen van monetaire integratie zijn de vermindering van de transactiekosten, beperking van de wisselkoersonzekerheid, vergroting van de markttransparantie en vermindering van informatiekosten voor economische agenten, die de prijzen binnen het muntuniegebied direct met elkaar kunnen vergelijken.
Het nadeel van een monetaire unie is het verlies van de flexibele wisselkoers als aanpassingsmechanisme. Wanneer de productiviteit in een regio sneller groeit dan in een andere regio, resulteert dit bij een regime van flexibele wisselkoersen tot een appreciatie van de munt in de productiefste regio. Hierdoor wordt het economisch evenwicht weer hersteld. In een monetaire unie kan een herschikking daarentegen alleen maar tot stand komen door bewegingen van de productiefactoren (flexibele arbeidsplaatsen en flexibele kapitaal). Een dergelijke aanpassing is vele malen pijnlijker dan een appreciatie of depreciatie van de munt.
Voor de Europese Monetaire Unie komen de meeste studies tot de conclusie dat er op dit moment geen sprake is van een optimaal valutagebied, vooral omdat de arbeidsmobiliteit te laag is. Sommige economen wijzen er echter op dat een monetaire unie ook zelf aan het creëren van een optimaal valutagebied bijdraagt, bijvoorbeeld als dankzij het invoeren van de gemeenschappelijke munt meer economische transacties tussen de lidstaten plaatsvinden. Daarnaast trokken een aantal studies voor de Verenigde Staten de conclusie, dat de Verenigde Staten lange tijd geen optimale valutagebied hebben gevormd of zelfs nog steeds niet vormen. Reden voor het creëren van een gemeenschappelijke munt waren ook in de Verenigde Staten eerder van politieke dan van economische aard.

### Europese economische regering
Een ander thema in het debat over de EMU is de vraag naar een "Europese economische regering", die van oudsher vooral door de Franse regering werd verlangd, maar die door Duitsland werd afgewezen. Bij de term "Europese economische regering" gaat het echter om een leuze, dat afhankelijk van de context verschillende betekenissen kan hebben. In de discussie in 1992 over het Verdrag van Maastricht hield deze context meestal verband met de vraag naar de onafhankelijkheid van de Europese Centrale Bank: terwijl de Bundesbank in Duitsland, zich ver van elke politieke beïnvloeding, alleen om de prijsstabiliteit diende te bekommeren, stonden in Frankrijk en andere Europese landen de centrale banken onder de controle van de regering en werd monetaire politiek ook ingezet om economisch-politieke doelstellingen te behalen. In de onderhandelingen over de EMU wist de stabiliteitgeoriënteerde Duitse aanpak zich door te zetten; de vraag naar een Europese economische regering bleef ook later echter bestaan.

#### Gemeenschappelijk conjunctuur- en industrieel beleid
Een context, waarin de vraag naar een Europese economische regering dikwijls als een thema wordt behandeld, is het ontbreken van een gemeenschappelijke fiscale- en conjunctuurpolitiek in de Europese Unie. De EU kan zelf geen belastingen heffen en de door de Europese Commissie beheerde eigen middelen van de Europese Unie zijn zo gering, dat zij nauwelijks of niet toereikend zijn voor het voeren van een conjunctuurpolitiek. Dit is dus een zaak van de afzonderlijke lidstaten, die hun fiscale- en conjunctuurpolitiek echter alleen op vrijwillige basis met elkaar coördineren. Iets soortgelijks geldt ook voor de loonpolitiek, aangezien CAO-loonafspraken meestal op nationaal niveau plaatsvinden. Frankrijk vroeg daarom steeds opnieuw om een sterkere clustering van zulke maatregelen. Nochtans werd het Franse standpunt meestal geassocieerd met de vraag naar een meer actieve EU-industriepolitiek, die in Duitsland echter steeds werd afgewezen als een stap naar een vanuit de economische orde gezien, ongewenst staatsinterventionisme.
Van belang werd dit conflict naar aanleiding van de in de zomer van 2007 begonnen financiële crisis, toen alle lidstaten op een bepaald moment nationale conjunctuurprogramma's opstelden, die door de Europese Commissie alleen gecoördineerd werden. Hoewel in het kader van de Europese binnenmarkt, directe discriminatie van ingezetenen van andere lidstaten niet is toegestaan, zouden deze verschillende aanzetten tot een conjunctuurpolitiek tot onevenwichtigheden tussen de verschillende EU-landen kunnen leiden. Zo zette in 2008 de door Ierland aangekondigde garantie voor haar nationale banken, de overige lidstaten bijvoorbeeld onder druk om met soortgelijke toezeggingen te komen.
Tijdens de Europese staatsschuldencrisis van 2010 namen de eisen voor een Europese economische regering toe in volume. Ook de voorzitter van de Europese Centrale Bank, Jean-Claude Trichet voegde zich bij dit koor. Uiteindelijk ging ook de Duitse regering onder leiding van Angela Merkel akkoord met de oprichting van een Europese economische regering. Deze Europese economische regering zou echter bevoegdheid moeten hebben op het niveau van de totale EU, niet alleen voor de landen in de eurozone. Zij zou tevens door de Europese Raad en niet door de Europese Commissie of door een andere nog nieuw op te richten institutie geleid moeten worden. Voor economisch-politieke besluiten zou dan nog steeds een consensus van alle EU-lidstaten noodzakelijk zijn.

#### Handhaving van het stabiliteits- en groeipact
Een ander probleem van de EMU is de handhaving van het Stabiliteits- en groeipact, dat buitensporige overheidstekorten van de deelnemende landen moet verhinderen (zie hierboven). Het pact geldt als minder effectief omdat de in het stabiliteitspact voorgestelde sanctiemechanismen in de vorm van geldboetes de budgettaire situatie van de betreffende staten alleen maar verder zou verslechteren. Ook heeft de Raad Economische en Financiële Zaken in het verleden schendingen tegen het stabiliteitspact herhaaldelijk ongestraft gelaten.
Nadat in aanvulling hierop, als onderdeel van de crisis rond Griekse overheidsfinanciën in 2009/10 geconstateerd werd dat Griekenland een aantal jaren lang vervalste financiële gegevens aan de Europese Commissie heeft doorgegeven, nam de roep voor een betere handhaving en doeltreffende sancties in kracht toe. Zo stelde de Europese Commissie de invoering van een "Europees halfjaar" voor. Dit hield in dat de EU-lidstaten hun begrotingen een half jaar, voordat de nationale parlementen daarover stemmen, aan de Commissie en de andere lidstaten moeten overleggen. Daardoor zou de commissie in de gelegenheid worden gesteld, al van tevoren maatregelen te kunnen nemen tegen schendingen van het pact. Het voorstel stootte ten dele op harde kritiek, aangezien het de nationale budgettaire soevereiniteit beperkte, maar werd door de EU-regeringen echter in hoge mate ondersteund. Aangezien dit voorstel tot een fiscaal-politieke gelijkschakeling van de EU-lidstaten zou kunnen leiden, wordt ook deze pre-budgettoetsing vaak onder het begrip van de "Europese economische regering" gevat.
Daarnaast werd intensief gediscussieerd over een aangepast sanctieregime, waarbij de ingediende voorstellen uiteen liepen van intrekking van de stemrechten in de Raad van de Europese Unie tot royering uit de eurozone. Deze vergaande plannen, die vooral door Duitsland en deels ook door Frankrijk vertegenwoordigd werden, kregen echter maar weinig steun. Grotere acceptatie vond daarentegen het voorstel van de Commissie om landen met te grote overheidstekorten, in voorkomende gevallen op hun Landbouw- en Structuurfonds-uitkeringen te korten.
Deze korting zou in eerste instantie "automatisch", dat wil zeggen door de Europese Commissie zelf, worden opgelegd en zou door de Raad Economische en Financiële Zaken slechts bij meerderheid van stemmen teruggedraaid kunnen worden. Daardoor zou de positie van de Europese Commissie in vergelijking met de tot dan toe geldende procedures, waarbij de sancties pas na een besluit van de Europese Raad worden geëffectueerd, versterkt worden. Hiervoor zou echter een verandering in het VwEU-verdrag noodzakelijk zijn. Halverwege 2010 werd een commissie onder leiding van de Voorzitter van de Europese Raad Herman Van Rompuy benoemd, die in de loop van de Belgisch EU-voorzitterschap (tweede helft 2010) een gedetailleerd voorstel over het toekomstige sanctieregime moet doen.

#### Europees Monetair Fonds, Europese stabiliteitsmechanisme, transferunie en staatsbankroeten
Als gevolg van de crisis rond de Griekse overheidsfinanciën in 2009/10 werd een ander probleemgebied binnen de EMU duidelijk: haar stabiliteitsgeoriënteerd verdragskader was er uitsluitend op gericht om het overmatig aangaan van schulden te voorkomen, maar stelde geen duidelijke mechanisme door over wat te doen, als er toch sprake zou zijn van een schuldencrisis van een individuele lidstaat. Ook dit vraagstuk wordt met de problematiek van een Europese economische regering in verband gebracht, aangezien de directe aanleiding voor de Griekse schuldencrisis was een nationale financiering van conjunctureel-politieke maatregelen.
In het debat over een oplossing voor de Griekse crisis sloeg in het bijzonder de Duitse minister van Financiën Wolfgang Schäuble een "Europees Monetair Fonds" voor, dat naar het voorbeeld van het Internationale Monetair Fonds (IMF) onder een te grote schuldenlast gebukt gaande landen moest bijspringen en tegelijkertijd structurele hervormingen in gang moet zetten. Het idee werd verwelkomd door de Europese Commissie, maar stootte ook op verschillende vormen van kritiek: ten eerste is een dergelijk fonds in strijd met de zogenaamde no-bailout-clausule, dit omdat een EMF de schulden van de afzonderlijke landen op een "gemeenschappelijke hoop" gooit; ten tweede omdat de poging om structurele hervormingen af te dwingen door een internationaal fonds, ook bij het IMF al meer dan eens tot een mislukt beleid heeft geleid. Bovendien bleef onduidelijk, waarom er überhaupt een dubbelstructuur tussen IMF en het Europees Monetair Fonds noodzakelijk was.
Uiteindelijk werd op 25 maart 2010 besloten tot een noodplan voor Griekenland, dat gefinancierd zou worden uit de bilaterale kredietfaciliteiten van de andere eurolanden. Daarnaast werd op 10 mei 2010 - in eerste instantie beperkt tot een duur van drie jaar - besloten tot de oprichting van een zogenaamd Europees Stabiliteitsmechanisme. Dit omvat een totaal van 750 miljard euro en is gebaseerd op een combinatie van kredieten uit de EU-begroting, bilaterale wederzijdse garanties van de afzonderlijke lidstaten, alsmede een kredietlijn bij het IMF. Om niet tegen de no-bailout-clausule te zondigen, werd een "special purpose vehicle", de zogenaamde European Financial Stability Facility (EFSF) opgericht, die formeel gesproken niet gebonden was aan het EU-wettelijk kader. Niettemin werd onder andere door Peter Gauweiler en door een groep rondom Joachim Starbatty een aanklacht tegen het stabilisatiemechanisme ingediend bij het Duitse Bundesverfassungsgericht.
Een belangrijk trefwoord in het publieke debat was daarbij dat er een transformatie dreigde van een monetaire unie naar een "transferunie" naar het voorbeeld van de Duitse financiële vereffening tussen de deelstaten. Dit werd in Duitsland meest als een negatieve ontwikkeling gezien.
Van de kant van Duitse politici werd er evenwel op gewezen, dat het stabilisatiemechanisme alleen kredieten en dus niet in transfers (overdracht) voorzag. IMF-president Dominique Strauss-Kahn riep daarentegen op tot de invoering van fiscale transfers tussen de eurolanden.
Als een verdere mogelijkheid om met de overmatige schuldenlast van individuele lidstaten om te gaan, werd uiteindelijk de oprichting van een Europese- of internationale Staatbankroetverordening besproken. Zo'n verordening zou duidelijke regels moeten voorschrijven, volgens welke criteria een staat de terugbetaling van schulden kan opschorten.

### Beslissing tot een hervorming van het Verdrag in 2010
Medio 2010 werd er een commissie geïnstalleerd onder leiding van de voorzitter van de Europese Raad, Herman Van Rompuy. Deze commissie kreeg de opdracht om in de loop van het Belgische voorzitterschap van de Europese Unie in 2010 met een gedetailleerd voorstel te komen voor een toekomstig sanctieregime voor het stabiliteit-en groeipact.
Op 16 september 2010 presenteerde Van Rompuy aan de Europese Raad een tussentijds voortgangsverslag, dat op hoofdpunten met instemming werd ontvangen. Kort daarvoor hadden de Europese ministers van Financiën besloten om "Europese semesters" in te stellen om zo tot een betere wederzijdse budgetcontrole te komen.
Het eindrapport van Van Rompuy werd op de oktobertop 2010 aangenomen. Reeds kort voor deze top presenteerden de Duitse bondskanselier Angela Merkel en de Franse president Nicolas Sarkozy gezamenlijk voorstellen om tot dit doel te komen. Hierbij was met name het voorstel om lidstaten in voorkomend geval het stemrecht in de Raad van de Europese Unie te ontnemen controversieel. Uiteindelijk kreeg Van Rompuy op de top de opdracht om tot voorstellen voor een "beperkte verdragsherziening" van de Verdrag betreffende de werking van de Europese Unie te komen die in overeenstemming waren met artikel 48, paragraaf 6 van dit verdrag. en om een „permanent crisismechanisme" in te richten dat in 2013 (sinds de top van december 2012, in juli 2012) in plaats zal komen van het voorlopige stabiliteitsmechanisme.
Op de top van de Europese Raad presenteerde Van Rompuy op 16 december 2010 een concreet voorstel voor een verdragsherziening. In dat voorstel bleef de no-bailout-clausule in (artikel 125 van het AEU-verdrag) onaangetast; in plaats daarvan moet artikel 136 met een nieuwe paragraaf worden uitgebreid, die de oprichting van een permanent Europees Stabiliteitsmechanisme (ESM) door de landen van de eurozone mogelijk maakt. Deze paragraaf moet worden geactiveerd om "in een noodsituatie te zorgen voor de stabiliteit van de eurozone als geheel." Financiële ondersteuning in het kader van de permanente stabilisatiemechanisme moet "aan strikte voorwaarden" worden onderworpen.
Deze verdragswijziging moet nu door de lidstaten worden geratificeerd en moet op 1 januari 2013 in kracht treden. Dit is inmiddels vervroegd naar 1 juli 2012. Het permanente stabilisatiemechanisme kon in dat geval het op drie jaar begrensde stabilisatiemechanisme (ESFS) opvolgen, waartoe in de loop van de eurocrisis werd besloten. Volgens de voorstellen zoals deze in januari 2012 bekend zijn zullen ESFS en ESM ten minste een halfjaar naast elkaar bestaan, wat dus ook tijdelijk dubbele garantiestellingen van de landen betekent. Het exacte ontwerp werd eind maart 2011 door de ministers van Financiën van de eurogroep besloten en omvat onder andere een procedure, waarbij tijdens toekomstige schuldencrises van de EMU lidstaten particuliere crediteuren - in de eerste plaats dus ook banken - bij de redding worden betrokken, wat in feite in lijn is met het Duitse voorstel voor een staatsbankroet.
Daarnaast werd een herziening van het sanctiemechanisme binnen het stabiliteits-en groeipact besproken. In aanvulling op de voorgestelde opschorting van het stemrecht van de landen met te grote tekorten speelt daarbij vooral het voorstel van de commissie een rol om sanctiemechanismen in het geval van een overmatige schuldenlast van de lidstaten in de toekomst "automatisch", dus zonder een voorafgaande beslissing van de Raad, moeten ingaan. Dit voorstel, waardoor een verdragswijziging noodzakelijk zou zijn geworden, werd door de Commissie en het Parlement als noodzakelijk voor de hervormingen bestempeld, maar werd echter door Frankrijk en andere lidstaten afgewezen en dus niet overgenomen door de Europese Raad. Op 15 maart 2011 bereikte de eurogroep overeenstemming over een aanscherping van het Stabiliteitspact. Dit voorziet in hogere straffen en een motiveringsplicht voor de Raad, wanneer deze bij een overtreding toch geen sanctieprocedure initieert. Automatische sanctiemechanismen werden niet ingevoerd.
Duitsland en Frankrijk kondigden begin februari 2011 voorstellen aan voor een betere samenwerking tussen de lidstaten van de eurozone op fiscaal gebied. Dit hield onder andere een gelijkschakeling van de vennootschapsbelasting en het loonbeleid in alsook een gelijkschakeling van de pensioengerechtigde leeftijd. Andere lidstaten reageerden echter afwijzend op een aantal van deze suggesties.
Op basis van dit Frans-Duitse initiatief werkte Van Rompuy een "Pact voor de euro" uit. Hiertoe werd op 11 maart 2011 door een top van staatshoofden en regeringsleiders van de eurogroep op voorhand besloten. Dit pact bevat echter slechts intentieverklaringen, geen nieuwe wettelijke verplichtingen van de lidstaten. Aangezien ook een aantal niet-eurolanden zich bereid verklaarden tot uitvoering van de in het pact voorgestelde hervormingen, kreeg deze uiteindelijk de naam "Euro-plus pact".
Op 24-25 maart 2011 heeft de Europese Raad het totaalpakket van hervormingen van de EMU vastgesteld. Het omvat het Europese stabiliteitsmechanisme en de verscherping van het Stabiliteits- en Groeipact. en het Euro-plus pact.

## Mogelijke hervorming van de EMU door een Europese Conventie
Volgens artikel 48 kan het Verdrag betreffende de Europese Unie en de Verdrag betreffende de werking van de Europese Unie in overeenstemming met een traditionele of een vereenvoudigde wijzigingsprocedure worden aangepast. De traditionele methode schrijft het bijeenroepen van een Europese Conventie door de Voorzitter van de Europese Raad voor.
Waarschijnlijk in het voorjaar van 2012 zal een Europese Conventie beginnen met een hervorming van de Economische en Monetaire Unie. Dit werd in de communicatie rondom een op 23 oktober 2011 gehouden vergadering rond de Europese Raad bekend gegeven. Het centrum van deze hervorming zou de belichaming van een begrotingsunie staan, die het mogelijk maakt om direct in te grijpen in de belasting- en begrotingspolitiek van de eurolanden als ze financiële steun van hun partners krijgen. Een dergelijke begrotingsunie maakt het mogelijk een reeks afzonderlijke maatregelen, zoals het Euro-plus pact, het Europees semester of de regels van de zogenaamde "Sixpack" (zie hierboven), te bundelen en institutioneel te verankeren.

## Voetnoten
1. ↑  Zie Deutsche Bundesbank: Glossarium: EMU.
2. ↑  Zie Friedrich-Ebert-Stiftung: Schwarzer, D.; Collignon, S. (1999): De monetaire Unie - een kans voor Europa: handboek voor de Europese Monetaire Unie.
3. ↑  HLN 13 juli 2010: Estland voert de euro in.
4. ↑  Zie Görgens, Egon/Ruckriegel, Karl Heinz/Seitz, Franz: Europese monetaire beleid. Theorie, Empirie, Praktijk. 4., geheel herziene druk. Lucius & Lucius, Stuttgart 2004, ISBN 3-8282-0286-1 (Lucius & Lucius) ISBN 3-8252-8285-6 (UTB), (= UTB, Bd 8285; Wisu-Texte), pag. 20 e.v.
5. ↑  Zie Baldwin, Richard [E.]/Wyplosz, Charles: The Economics of European Integration (De economie van de Europese integratie). McGraw Hill Onderwijs (UK), Maidenhead (Berkshire) 2004, ISBN 0-07-710394-7, pag. 358 en pag. 363
6. ↑  Zie ook Mundschenk, Susanne/Schwarzer, Daniela/Collignon, Stefan: Die Währungsunion - Chance für Europa: Handbuch zur Europäischen Währungsunion, Kapitel 2.2, uitgegeven door de Friedrich-Ebert-Stichting, Afdeling internationale dialoog, Bonn 1999, ISBN 3-86077-797-1.
7. ↑  Zie EUabc.com: EuroZone en ook EUabc.com: Euroland. Gearchiveerd op 5 juni 2023.
8. ↑  (de)  Financial Times Deutschland, 17 mei 2010: EZB kauft für 16,5 Mrd. Euro Staatsanleihen.
9. ↑  (de)  Der Spiegel, 29 mei 2010: Bundesbanker vermuten französisches Komplott.
10. ↑  Daniela Schwarzer, Tien jaar governance van de euro-zone, in: Integration 1/2009, pag. 17-32, hier pag. 24 e.v.
11. ↑  Daniela Schwarzer, Zehn Jahre Governance der Eurozone (tien jaar governance van de eurozone), in: Integration 1/2009, pag. 17-32, en pag.27 e.v.
12. ↑  Gabriele Clemens en anderen, Geschichte der europäischen Integration (Geschiedenis van de Europese integratie), Paderborn 2008, pag. 58 en 88
13. ↑  Zie Gerhard Brunn, Die Europäische Einigung von 1945 bis heute (De Europese eenwording van 1945 tot heden), Stuttgart 2002/Bonn 2004, pag. 214 e.v.
14. ↑  Gabriele Clemens en anderen, Geschichte der europäischen Integration, Paderborn 2008, pag. 202
15. ↑  Zie Gerhard Brunn, Die Europäische Einigung von 1945 bis heute (De Europese eenwording van 1945 tot heden), Stuttgart 2002/Bonn 2004, pag. 217
16. ↑  Schets van het sociaal-economisch recht in Nederland - prof. mr. A. Mulder en mr. R.A.A. Duk - W.E.J. Tjeenk Willink, Zwolle, 1972, pag. 19
17. ↑  Gabriele Clemens en anderen, Geschichte der europäischen Integration (De geschiedenis van de Europese integratie), Paderborn 2008, pag. 205
18. ↑  zie Gerhard Brunn, Die Europäische Einigung von 1945 bis heute, Stuttgart 2002/Bonn 2004, pag. 221e.v.
19. ↑  Zie Gerhard Brunn, Die Europäische Einigung von 1945 bis heute, Stuttgart 2002/Bonn 2004, pag. 226v.
20. ↑  Gabriele Clemens en anderen, Geschichte der europäischen Integration, Paderborn 2008, pag. 208.
21. ↑  Gabriele Clemens en anderen, Geschichte der europäischen Integration, Paderborn 2008, pag. 207.
22. ↑  Zie Gerhard Brunn, Die Europäische Einigung von 1945 bis heute, Stuttgart 2002/Bonn 2004, pag. 262e.v.
23. ↑  Zie Gabriele Clemens en anderen, Geschichte der europäischen Integration, Paderborn 2008, p. 225
24. ↑  Zie Gabriele Clemens en anderen, Geschichte der europäischen Integration, Paderborn 2008, p. 226
25. ↑  Zie "Abolish the pound and you abolish Britain". Pfund Sterling, Bank of England und britische Identität im 20. Jahrhundert, in: Bernhard Löffler (Hrsg.), Die kulturelle Seite der Währung. Europäische Währungskulturen, Geldwerterfahrungen und Notenbanksysteme im 20. Jahrhundert, München 2010, pag. 169-197.
26. ↑  Zie Gerhard Brunn, Die Europäische Einigung von 1945 bis heute, Stuttgart 2002/Bonn 2004, pag. 288 e.v.
27. ↑  Zie Gerhard Brunn, Die Europäische Einigung von 1945 bis heute, Stuttgart 2002/Bonn 2004, pag. 291.
28. ↑  Zie Gerhard Brunn, Die Europäische Einigung von 1945 bis heute, Stuttgart 2002/Bonn 2004, pag. 292f.
29. ↑  Zie Europese Centrale Bank: Economische en Monetaire Unie (EMU).
30. ↑  Met deze EMU kiest Europa verkeerde weg, de Volkskrant, 17 februari 1997.
31. ↑  Problemen in het Europese huis, Trouw, 15 december 2009.
32. ↑  Daniela Schwarzer, Zehn Jahre Governance der Eurozone, in: integration 1/2009, pag. 17-32, hier pag. 21f.
33. ↑  Die Presse, 16 juli 2009: Mini-Mehrheit für Islands EU-Antrag.
34. ↑  Café Babel, 2 juni 2009: Anders Fogh Rasmussen: “Die Finanzkrise hat einen enormen Einfluss auf die Europabegeisterung der Dänen” (De financiële crisis heeft een enorme impact op het enthousiasme van de Denen voor Europa.
35. ↑  Zie Robert Mundell A.: Een theorie van optimale valutagebieden, in: American Economic Review 51,4 (1961), pag. 657-665.
36. ↑  (en)  Richard Baldwin en Charles Wyplosz: The Economics of European Integration, McGraw-Hill Education (UK), Maidenhead (Berkshire) 2004, ISBN 0-07-710394-7, pag. 340 e.v.
37. ↑  (de)  Paul Krugman/Maurice Obstfeld: Internationale Wirtschaft. Theorie und Politik der Außenwirtschaft, 7e druk, Pearson Studium, München u.a. 2006, ISBN 978-3-8273-7199-7 ISBN 3-8273-7199-6, pag. 727 e.v.
38. ↑  Francisco P. Mongelli: "New" views on the optimum currency area theory: what ist EMU telling us?, Europäische Zentralbank, Frankfurt am Main 2002 (= Working paper series, No. 138), Europäische Zentralbank (PDF, 544kB).
39. ↑  Vgl. Die Welt, 16 mei 2010: Die USA brauchten 150 Jahre bis zum optimalen gemeinsamen Währungsraum.
40. 1 2 3  Frankfurter Allgemeine Zeitung, 15 juni 2010: Ein Schein von Einigkeit.
41. ↑  Tagesschau, 26 november 2008: Die Konjunkturpakete in den einzelnen EU-Staaten. Gearchiveerd op 11 augustus 2022.
42. ↑  Die Welt, 4 oktober 2008: Wichtigste EU-Staaten wollen Banken unterstützen. Gearchiveerd op 27 mei 2022.
43. ↑  Spiegel Online, 31 mei 2010: Trichet fordert europäische Wirtschaftsregierung (Trichet roept op tot Europese economische regering).
44. ↑  Financial Times Deutschland, 15 juni 2010: Europäische Wirtschaftsregierung: Merkel erschmust Minimalkonsens gegen Sarkozy.
45. ↑  EurActiv, 12 mei 2010: Das Europäische Semester (het Europese halfjaar.
46. ↑  EurActiv, 14 mei 2010: Heftige Diskussion um EU-Haushaltskontrolle (heftige discussie over EU-begrotingscontrole.
47. ↑  EurActiv, 18 juni 2010: Britse uitzonderingsregeling in de EU-economische regering. Gearchiveerd op 19 september 2011.
48. ↑  EurActiv, 1 juli 2010: Brussel legt nieuwe plannen voor de Europese bedrijfsvoering voor. Gearchiveerd op 16 september 2011.
49. ↑  EurActiv, 6 juli 2010: ECB steunt verdragswijziging met betrekking tot het economische leiderschap van de EU. Gearchiveerd op 27 augustus 2010.
50. ↑  EUobserver, 21 mei 2010: Taakgroep Van Rompuy stemt in met de noodzaak voor budgettaire sancties. Gearchiveerd op 16 februari 2022.
51. ↑  Frankfurter Allgemeine Zeitung, 7 maart 2010: Schäuble denkt an Europäischen Währungsfonds (Schäuble denkt aan een EMF.
52. ↑  Frankfurter Allgemeine Zeitung, 8 maart 2010: EU-Kommission unterstützt Schäubles Vorstoß (EU-Commissie ondersteunt voorstel van Schäuble).
53. ↑  Manager Magazine, 10 mei 2010: EU-Stützungsplan am Dienstag im Kabinett EU-steunplan op dinsdag in het kabinet.
54. ↑  (de)  Frankfurter Allgemeine Zeitung, 7 juli 2010: Warnung vor Transferunion (waarschuwing voor een transferunie).
55. ↑  Zie bijvoorbeeld Frankfurter Allgemeine Zeitung, 17 april 2010: Darf Deutschland für Griechenland zahlen? (Moet Duitsland voor Griekenland betalen?); Die Welt, 2 mei 2010: Aus der EU wird ab sofort eine Transferunion (Uit de EU wordt met onmiddellijke ingang een transferunie. Gearchiveerd op 16 augustus 2022.
56. ↑  (de) Duitse Bondsdag, 12 mei 2010: Regierung: Kein Einstieg in Euro-Transferunion.
57. ↑  (de)  EurActiv, 6 mei 2010: Bundesrat zu Griechenland: "Keine Transferunion!
58. ↑  (de)  Süddeutsche Zeitung, 12 mei 2010: Gut überwachte Transferunion. Gearchiveerd op 25 juni 2022.
59. ↑  zie Focus, 20 mei 2010: „Die Zeit ist reif für Staatsinsolvenzen“ (De tijd is rijp voor staatsbankroeten), Neues Deutschland, 14 mei 2010: probleem: Een geordend staatsbankroet als uitweg uit de Griekenland-crisis?. Gearchiveerd op 25 juli 2021.
60. ↑  (en)  EUobserver, 21 mei 2010: Van Rompuy task force agrees need for budgetary sanctions.
61. ↑  (de)  Schlussfolgerungen des Europäischen Rates vom 16. September. Zie ook het commentaar van Joachim Wuermeling, Europa-Union Deutschland „Europäisches Semester“ soll Wirtschafts- und Finanzpolitik in der EU besser koordinieren, 17 september 2010. De EU-leiders hebben het groene licht gegeven voor een duidelijk versterkte coördinatie van het Europese economische en financiële beleid. Daarmee trekken zij verstrekkende gevolgen uit de economische en financiële crisis van de afgelopen twee jaar.
62. ↑  (de)  Die Zeit online, 25 oktober 2010: Merkel und Sarkozy stoßen in EU auf Widerstand.
63. ↑  (de)  Europäische Bewegung Deutschland, 1 november 2010: EU-De-Briefing zum EU-Gipfel: Gespenst von Lissabon oder Wunder der Diplomatie? (gearchiveerd).
64. ↑  (de)  EurActiv, 29 oktober 2010: EU-Gipfel: Merkel setzt Vertragsänderung durch.
65. ↑  (de)  Schlussfolgerungen des Europäischen Rates, 29 oktober 2010.
66. ↑  (de)  Der Standard, 16 december 2010: EU-Gipfel über permanenten Krisenmechanismus einig. Gearchiveerd op 3 september 2018.
67. ↑  (de)  Financial Times Deutschland, 21 maart 2011: Deutschland schultert ein Viertel der Euro-Rettung.
68. ↑  Der Standard, 2 november 2010: Die Schlacht um den Euro beginnt erst. Gearchiveerd op 1 juli 2019.
69. ↑  Der Spiegel, 15 maart 2011: EU will Defizitsünder härter bestrafen.
70. ↑  (de)  EurActiv, 4 februari 2011: Merkel und Sarkozy bewegen sich langsam auf Eurozonenabkommen hin. Gearchiveerd op 8 november 2017.
71. ↑  (de)  EurActiv, 4 februari 2011: Deutsch-französischer Fiskalpakt stößt auf Widerstand. Gearchiveerd op 8 november 2017.
72. ↑  (de)  Schlussfolgerungen der Staats- und Regierungschefs der Mitgliedstaaten des Euro-Währungsgebiets vom 11. März 2011.
73. ↑  BMF: „Gesamtpaket zur Reform der Währungsunion vom Europäischen Rat verabschiedet“ (gearchiveerd)
74. ↑  (de)  BMF: „Stabiler Euro durch gestärkten Stabilitäts- und Wachstumspakt“.
75. ↑  (de)  Der Standard: Der Standard: Gipfel dürfte große EU-Reform auf den Weg bringen.
76. ↑  (de)  FAZ, 7 november 2011: Richtung Fiskalunion. Gearchiveerd op 16 februari 2022.